# Liu Huana
Liu Huana (17 de maio de 1981) é uma futebolista chinesa que atua como defensora.

## Carreira
Liu Huana integrou o elenco da Seleção Chinesa de Futebol Feminino, nas Olimpíadas de 2008. 